# Ортакшыл (Акмолинская область)
Ортакшы́л (каз. Ортақшыл) — село в Буландынском районе Акмолинской области Казахстана. Входит в состав Амангельдинского сельского округа. Код КАТО — 114053300.

## География
Село расположено в западной части района, на расстоянии примерно 70 километров (по прямой) к юго-западу от административного центра района — города Макинск, в 3 километрах на северо-восток от административного центра сельского округа — села Партизанка.
Абсолютная высота — 343 метров над уровнем моря.
Ближайшие населённые пункты: село Партизанка — на юго-западе, село Суворовка — на севере, село Мат — на северо-востоке.
К западу от села протекает река Аршалы, близ села проходит проселочная дорога с выходом на автодорогу областного значения КС-1 «Жалтыр — Макинск» в сторону Вознесенки.

## Население
В 1989 году население села составляло 290 человек (из них казахи — основное население).
В 1999 году население села составляло 261 человек (119 мужчин и 142 женщины). По данным переписи 2009 года, в селе проживало 160 человек (70 мужчин и 90 женщин).
| Численность населения | Численность населения | Численность населения |
| 1989                  | 1999                  | 2009                  |
| --------------------- | --------------------- | --------------------- |
| 290                   | ↘261                  | ↘160                  |

## Улицы[5]
- ул. Бейбитшилик